# Darmera štítnatá
Darmera štítnatá (Darmera peltata) je mohutná, až 1 m vysoká bylina s velkými listy na dlouhých řapících. V České republice doposud nejčastěji vyrůstá jen v botanických zahradách. Je to jediný druh monotypického rodu darmera. Objevuje se pro ní také variantní české jméno štítolist deštníkovitý.

## Výskyt
Vlhkomilná a stínomilná rostlina je domovem na západě Severní Ameriky (Kalifornie, Oregon, Utah). Roste na březích nevelkých vodních toků protékajících horskými i níže položenými jehličnatými a listnatými lesy jakož i v humusem bohatých půdách na zastíněných bažinatých plochách a ve vlhkých příkopech okolo cest.
V ČR byl tento druh zaznamenán poprvé ve volné přírodě v roce 1960 u vesnice Lukavice v okrese Klatovy, toto místo výskytu však bylo později poničeno. Podruhé byla darmera nalezena roku 2004 na pokraji města Klatovy, tam se vyskytovala ve dvou skupinách s náznakem, že některé rostliny mohly vyrůst z roztroušených semen.

## Popis
Darmera štítnatá je statná trvalka tvořící velké trsy s listy dosahující do výše až 1 m. Brzy z jara nejprve rostou z tlustého plazivého oddenku bezlisté stvoly až 150 cm vysoké zakončené květenstvím, kulatým vrcholíkem složeným z 60 až 75 květů. Teprve později vyrůstají v bazální růžici na řapících dlouhých téměř 150 cm mohutné, tmavě zelené listy střechovitě (štítnatě) se překrývající. Okrouhlé čepele jsou po okrajích laločnaté (6 až 15 laloků s ostrými vrcholy), hrubě zubaté a mívají průměr do 60 cm, jsou dlanitě žilnaté a jejich povrch je lysý nebo spoře žláznatě chlupatý. Na podzim se barva zelených listů začíná měnit na červenou a hnědou.
Pětičetné bílé nebo narůžovělé květy s růžovým středem mívají v průměru 1,5 cm. Oblé neb podlouhlé, na vrcholu zakulacené a nazad ohnuté kališní lístky bývají 5 mm dlouhé. Široce eliptické až vejčité korunní lístky jsou větší, mívají délku 5 až 9 mm a šířku téměř 4,5 mm. Asi 4 mm dlouhých tyčinek je 10, svrchní dvoudílný semeník má dva srostlé pestíky, i čnělky jsou dvě. Plody jsou načervenalé, eliptické, zobákovité tobolky 1 cm dlouhé. Tmavě hnědých hranolovitých nebo čočkovitých semen 1 mm velkých bývá 120 až 150. Květy vyrůstají v dubnu až květnu. Ploidie je 2n = 34.

## Rozmnožování
Rostlina se na stanovišti rozmnožuje silnými oddenky nebo semeny. Pokud se cíleně vysazuje k okrajům jezírek nebo pro pokrytí velké plochy vlhké půdy je vhodné ji množit dělením oddenků které dobře koření.

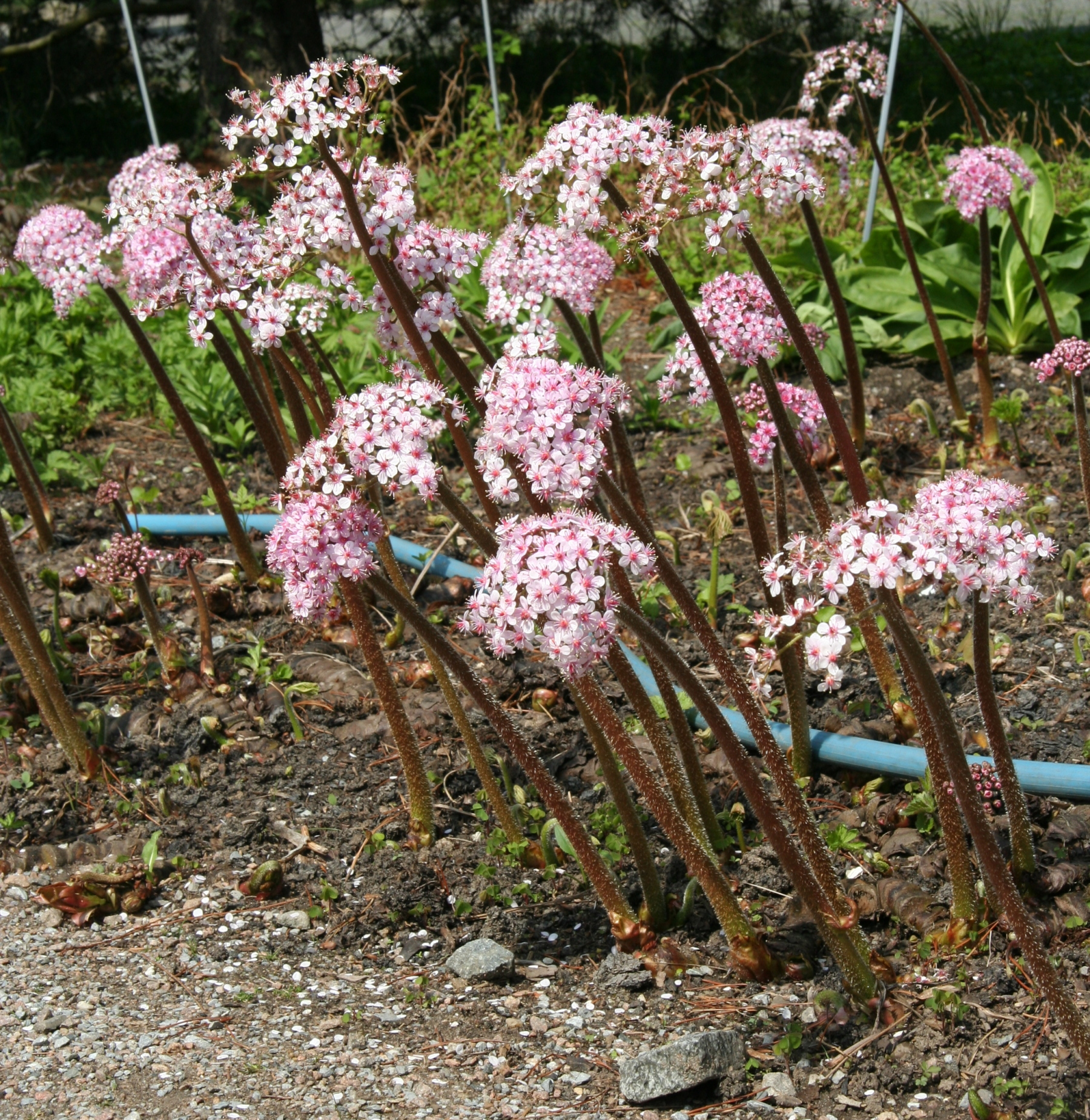
Časně z jara
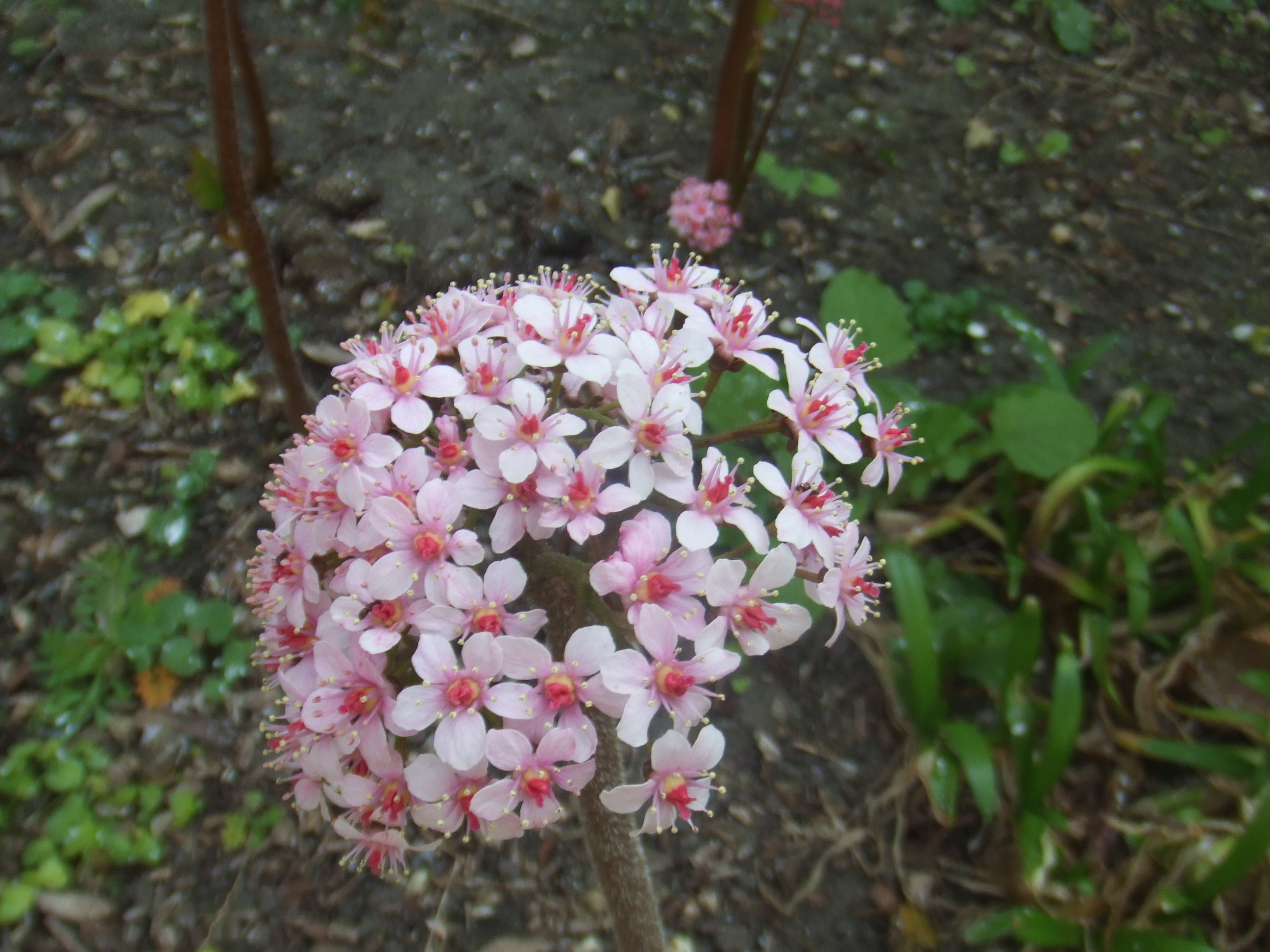
Květenství
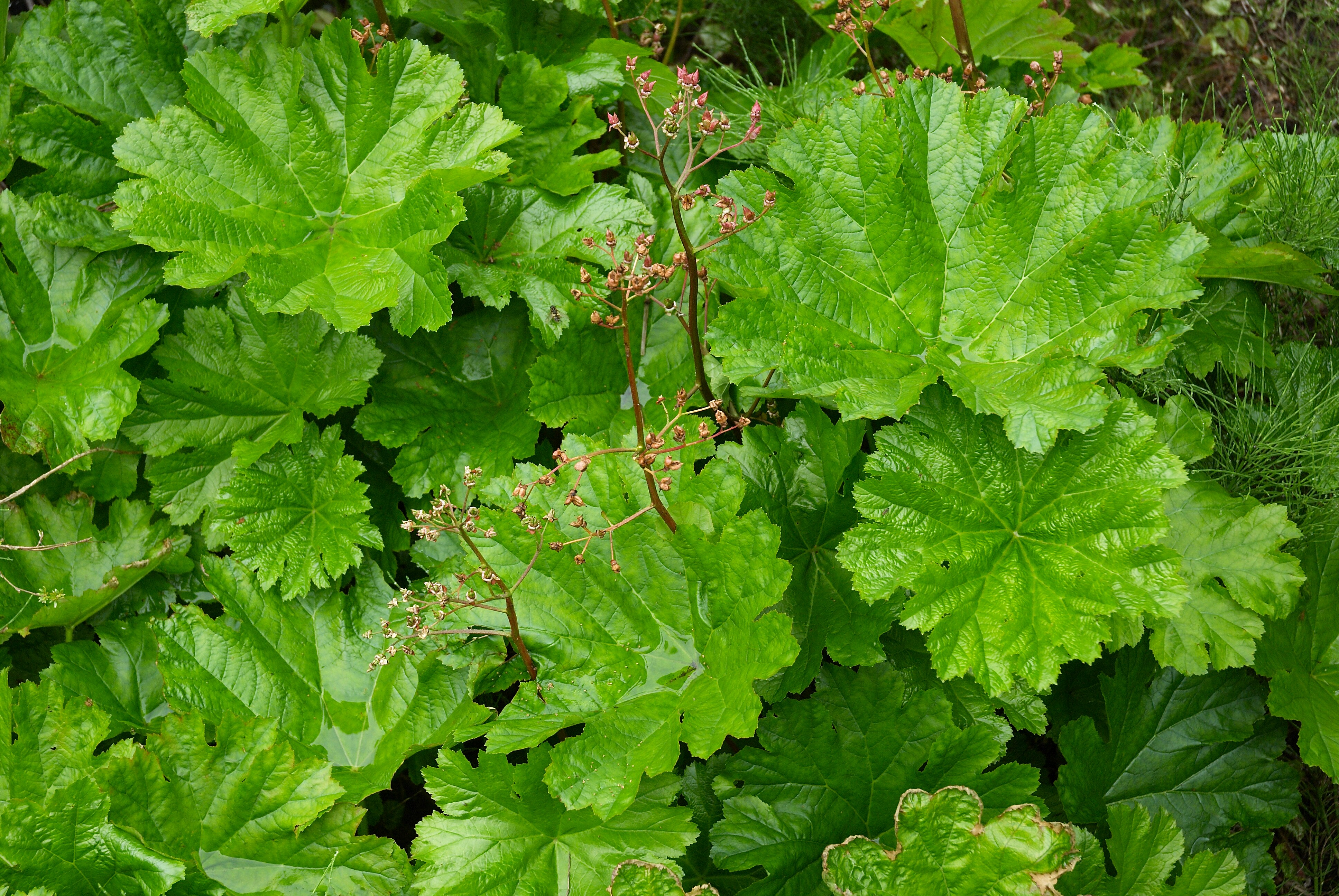
Porost s odkvetlými květy